# Jérôme Guihoata
Jérôme Guihoata (Yaoundé, 5 giugno 1994) è un calciatore camerunese, difensore dell'Akritas Chlōrakas.

## Carriera

### Nazionale
Ha esordito in nazionale nel 2013.